# Nasigona
Nasigona là một chi bọ cánh cứng trong họ Chrysomelidae.
Chi này được miêu tả khoa học năm 1902 bởi Jacoby.

## Các loài
Các loài trong chi này gồm:
- Nasigona chlorotica Bechyne, 1997
- Nasigona vestitula Bechyne, 1997